# Umor av Bulgarien
Umor av Bulgarien, död 766, var en bulgarisk monark. Han var regerande khan av Bulgarien mellan 766 och 766.